# Литвиненко Василь Дмитрович
Василь Дмитрович Литвиненко (1895—1966) — Герой Радянського Союзу (1944).

## Життєпис
Народився у 1895 році в селі Велика Чернеччина (нині у Сумському районі Сумської області України) у селянській родині. Українець. Освіта початкова. Працював у колгоспі.
У РСЧА з 1943 року. З того ж року у діючій армії на фронтах німецько-радянської війни. Відзначився під час битви за Київ.
Стрілець 520-го стрілецького полку (167-а стрілецька дивізія, 38-а армія, Воронезький фронт) рядовий Литвиненко 6 листопада 1943 року в бою за село Святошино (нині в межах Києва) з ручним кулеметом підібрався до ворожого гнізда і підбив 50-мм гармату з обслугою і кількома офіцерами, чим сприяв підходу радянської піхоти до Києва. При взятті Києва, зі своїм розрахунком вправно виконував задачі по знищенню ворожих груп автоматників.
10 січня 1944 року Василю Дмитровичу Литвиненку присвоєно звання Героя Радянського Союзу.
В 1945 році демобілізований. Повернувся до рідного села, працював у колгоспі.
Помер 9 травня 1966 року.